# Dicranolasma verhoeffi
Dicranolasma verhoeffi is een hooiwagen uit de familie Dicranolasmatidae.